# Altamura
Altamura este o comună din provincia Bari, regiunea Puglia, Italia, cu o populație de 69.700 de locuitori&#32 (2022);și o suprafață de 431,38 km².

## Demografie
Altamura - evoluția demografică

|  | Graficele sunt indisponibile din cauza unor probleme tehnice. Mai multe informații se găsesc la Phabricator și la wiki-ul MediaWiki. |

Date: Recensăminte sau birourile de statistică - grafică realizată de Wikipedia